# Podiceps cristatus
Lo svasso maggiore (Podiceps cristatus Linnaeus, 1758) è un uccello della famiglia dei Podicipedidi.

## Descrizione
Gli svassi maggiori sono lunghi 46–51 cm e hanno un'apertura alare di 59–73 cm. Pesano dagli 800 ai 1400 g. In estate gli uccelli sono facili da riconoscere nel loro piumaggio variopinto: nuotano spesso in mezzo ai laghi e scompaiono in immersioni piuttosto lunghe. Hanno un collo lungo bianco in avanti, un viso bianco, un capo nero e un ciuffo rosso mattone e nero. Il ciuffo viene aperto in caso di pericolo.
Nel piumaggio non riproduttivo manca il caratteristico ciuffo variopinto che rende lo svasso confondibile con alcuni gaviidi, come ad esempio lo strolaga minore. 
Gli svassi maggiori hanno un richiamo frequente e sonoro, un rumore gracido che suona coco-coco-coco.

## Distribuzione
Gli svassi maggiori si trovano negli specchi d'acqua di pianura di tutta Europa (fino alla Scandinavia settentrionale e all'Islanda). Le popolazioni orientali sono uccelli migratori che svernano lungo le coste dell'Europa occidentale e meridionale. In Germania gli svassi maggiori sono prevalentemente uccelli stanziali, che emigrano pure lungo le coste in caso di laghi ghiacciati più a lungo.

## Nutrimento

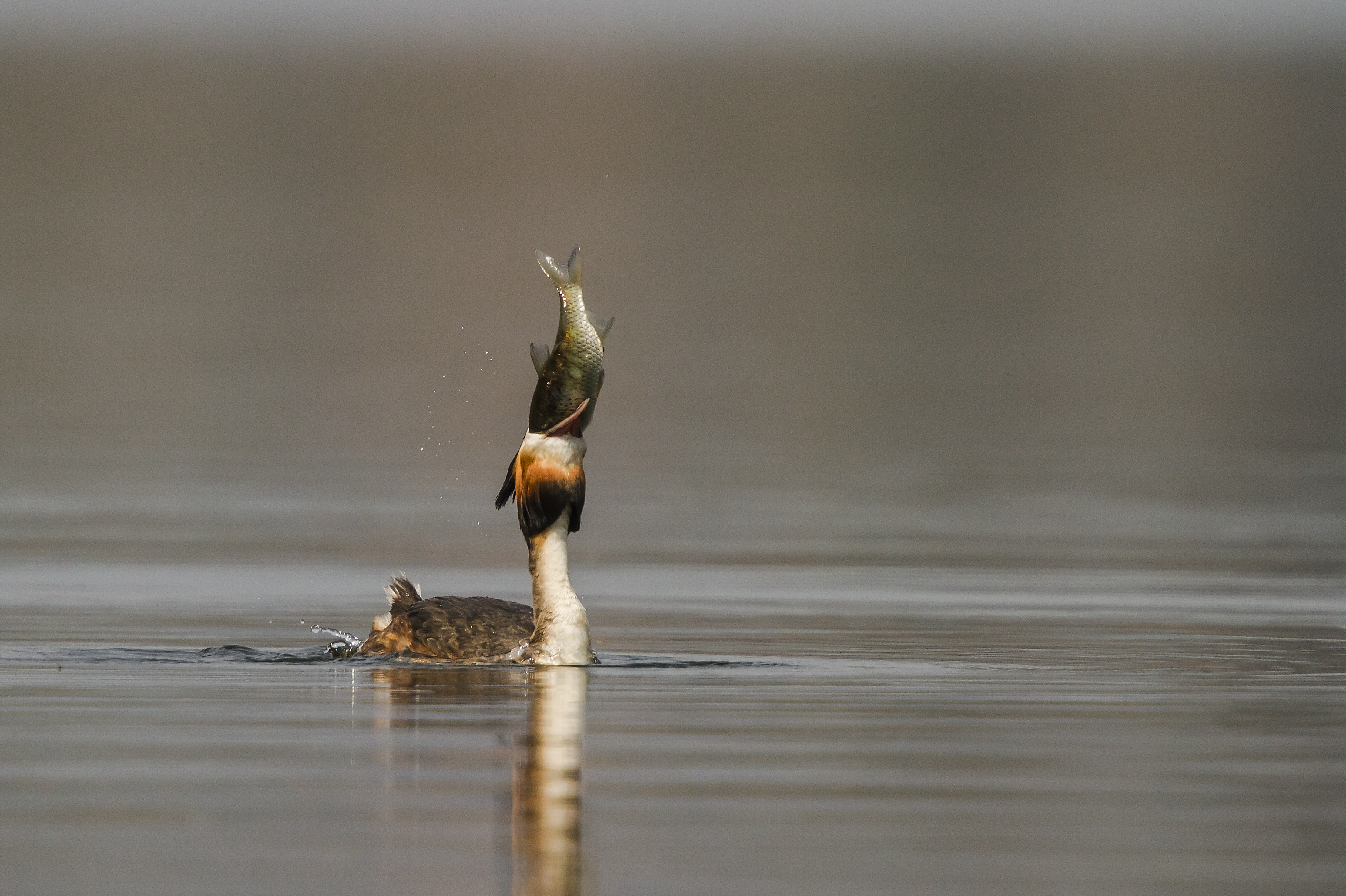
Uno svasso maggiore si nutre di pesce

Gli svassi maggiori si nutrono principalmente del pesce che cacciano in immersione. Ma anche girini, tritoni, gamberetti, ragni e insetti d'acqua come anche i semi fanno parte del loro nutrimento.

## Cura della covata

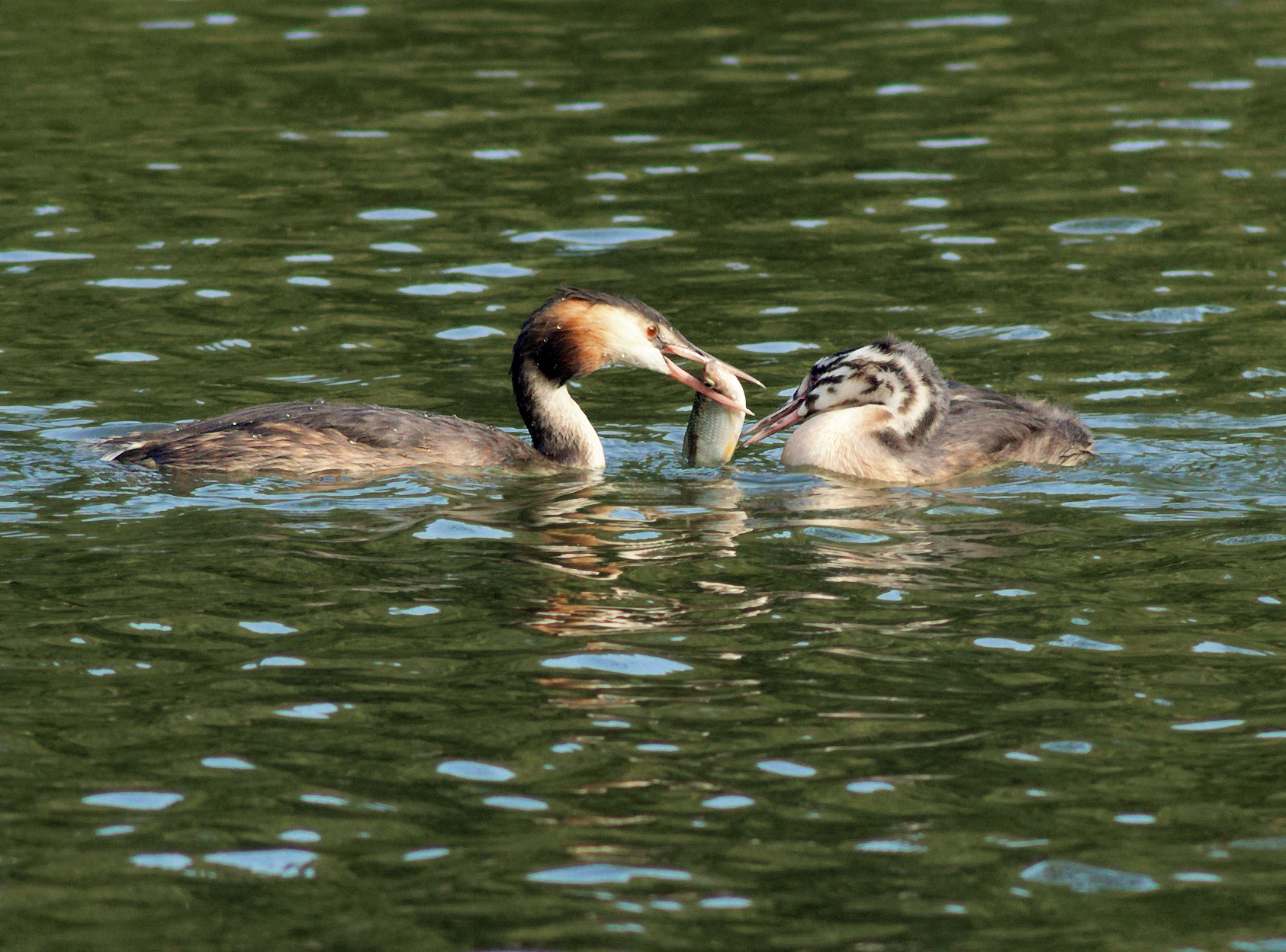
Madre dello svasso maggiore che nutre il suo anatroccolo

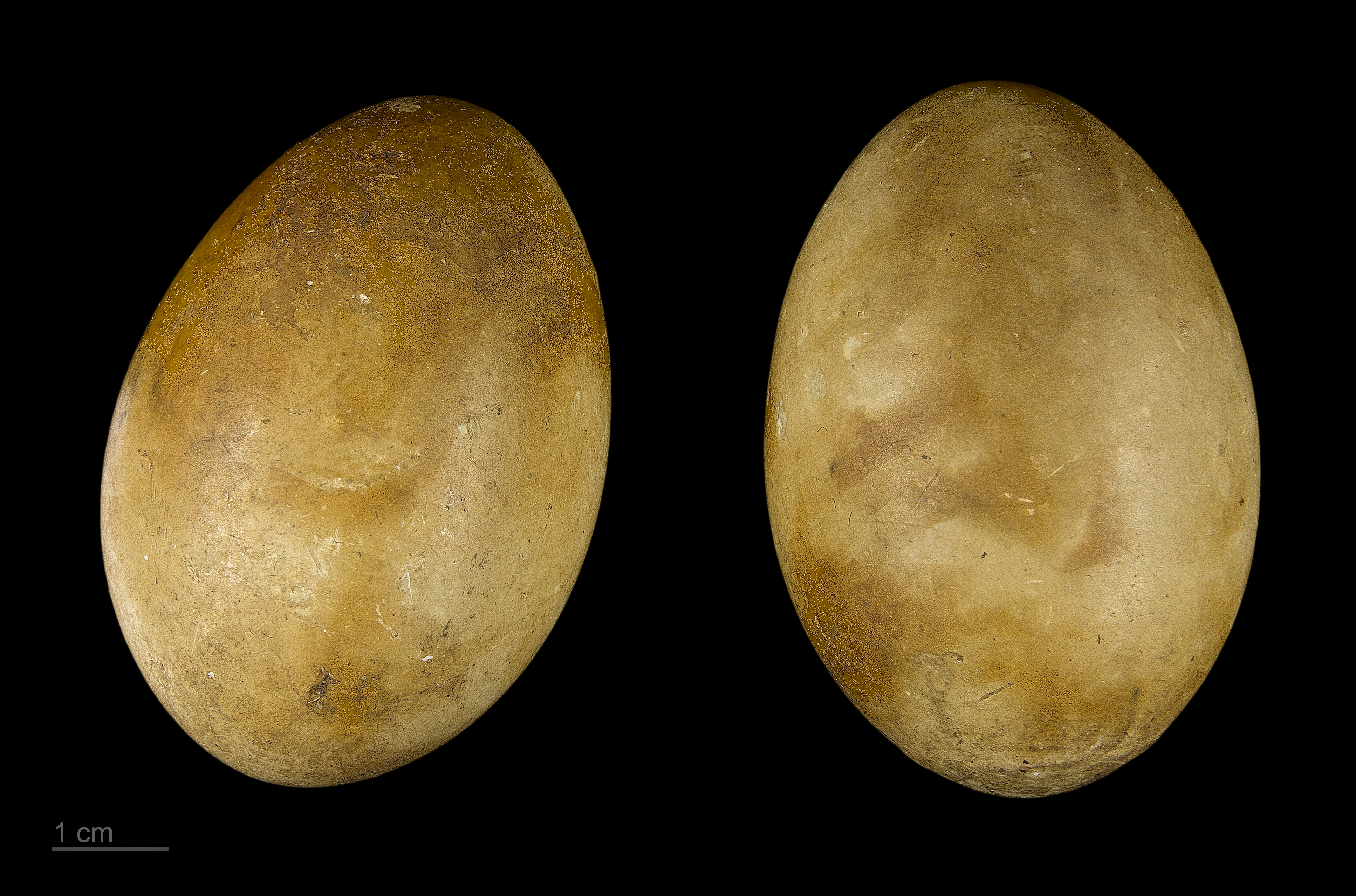
Podiceps cristatus

L'accoppiamento degli svassi maggiori è notevole e viene anche definito "ballo del pinguino". La coppia si dirige petto a petto sull'acqua, gli uccelli scuotono il capo e sbattono con i piedi sull'acqua. Gli svassi maggiori costruiscono il loro nido sull'acqua, è fatto di parti di pianta galleggianti ed è nascosto nella vegetazione della riva. In esso vengono covate dalle 3 alle 4 uova per 27-29 giorni. I pulcini fuggono dal nido e riescono a nuotare e addirittura ad immergersi da soli. In questo primo tempo vengono tuttavia anche portati sul dorso dai genitori. Hanno strisce bianche sul capo e sul dorso. 
Il NABU ha scelto nel 2001 lo svasso come uccello dell'anno.

## Curiosità
La protezione dello svasso maggiore era l'obiettivo principale della Royal Society for the Protection of Birds britannica del XIX secolo. Le penne degli uccelli venivano allora lavorate molto spesso nell'industria della moda. Le stiliste lavoravano le penne come ornamento per cappelli o come decorazione dei colletti. Le penne venivano lavorate in modo da assomigliare ad una pelliccia. In seguito agli sforzi protettivi della Royal Society la specie è riuscita a sopravvivere in Gran Bretagna.